# Benthocodon hyalinus
Espèce
Benthocodon hyalinus  est une espèce de tracyméduses de la famille des Rhopalonematidae.

## Habitat et répartition
Cette espèce est présente dans l'océan Austral.